# Dick Van Patten
Pour les articles homonymes, voir Van Patten.
Richard Vincent Van Patten dit Dick Van Patten, né le 9 décembre 1928 à Kew Gardens, New York (États-Unis) et mort le 23 juin 2015 à Santa Monica (Californie),, est un acteur américain, homme d'affaires et défenseur de la cause animale. Il est devenu célèbre en Europe grâce à la série des années 1970 Huit, ça suffit !.

## Biographie
Il débute enfant sur scène à New York, il y joue des rôles dans plusieurs pièces de théâtre durant son adolescence. Il réalise ensuite des numéros à la télévision, dont certains le rendent célèbre.
Il est le frère de l'actrice Joyce Van Patten (née en 1934) et le père de Vincent Van Patten.
L'acteur s'amuse d'avoir participé à sept films Disney entre 1972 et 1976 et avoir joué sept méchants.
Il décède le 23 juin 2015 à Santa Monica et est inhumé au Forest Lawn Memorial Park de Hollywood Hills à Los Angeles à l'âge de 86 ans.

## Filmographie

### Cinéma
- 1963 : Violences dans la nuit (Violent Midnight) de Richard Hilliard : Lt. de Police Palmer
- 1968 : Charly de Ralph Nelson : Bert
- 1971 : Zachariah de George Englund : The Dude
- 1971 : Making It (en) de John Erman : Warren
- 1972 : Attention au blob ! ('Beware! The Blob) de Larry Hagman : Scoutmaster Adleman
- 1972 : Joe Kidd de John Sturges : Hotel Manager
- 1972 : Billy le cave (Dirty Little Billy) de Stan Dragoti : Berle's customer
- 1972 : 3 Étoiles, 36 Chandelles (Snowball Express) de Norman Tokar : Mr Carruthers
- 1973 : Soleil vert (Soylent Green) de Richard Fleischer : Usher 1
- 1973 : Mondwest (Westworld) de Michael Crichton : le banquier
- 1973 : Superdad de Vincent McEveety : Ira Kushaw
- 1975 : L'Homme le plus fort du monde (The Strongest Man in the World) de Vincent McEveety : Harry
- 1976 : Le Trésor de Matacumba (Treasure of Matecumbe) de Vincent McEveety : The Gambler
- 1976 : Gus de Vincent McEveety : Cal Wilson
- 1976 : Un vendredi dingue, dingue, dingue (Freaky Friday) de Gary Nelson : Harold Jennings
- 1976 : Un candidat au poil (The Shaggy D.A.) de Robert Stevenson : Raymond
- 1977 : Le Grand Frisson (High Anxiety) de Mel Brooks : Dr Wentworth
- 1979 : Nutcracker Fantasy (くるみ割り人形) de Takeo Nakamura : Voix de King Goodwin
- 1981 : Lunch Wagon (en) de Ernest Pintoff : Bernie Simmons (Non crédité)
- 1987 : La Folle Histoire de l'espace (Spaceballs) de Mel Brooks : King Roland
- 1988 : Les Nouvelles Aventures de Fifi Brindacier (The New Adventures of Pippi Longstocking) de Ken Annakin : Greg
- 1988 : Going to the Chapel de Paul Lynch : Rick
- 1992 : Final Embrace de Oley Sassone : Larch
- 1992 : Body Trouble de Bill Milling : Max
- 1993 : Sacré Robin des Bois (Robin Hood: Men in Tights) de Mel Brooks : The Abbot
- 1995 : Scorpion - La revanche des arts martiaux (A Dangerous Place) de Jerry P. Jacobs : le principal
- 1996 : Love Is All There Is de Joseph Bologna et Renée Taylor : Dr Rodino
- 1996 : For Goodness Sake II de Trey Parker : Game show host
- 1998 : Sécurité maximum (cy) (Evasive Action) de Jerry P. Jacobs : Parole Officer
- 1999 : Angel on Abbey Street de Jed Nolan : Prêcheur
- 2000 : Mon frère ce héros (es) (Big Brother Trouble) de Ralph E. Portillo : Captaine Stacey
- 2000 : The Price of Air de Josh Evans : Mr Rye
- 2002 : Groom Lake (en) de William Shatner : Irv Barnett
- 2004 : The Sure Hand of God de Michael Kolko : Jamie Denton
- 2004 : Quiet Kill (en) de Mark Jones : Frank Rubin
- 2005 : Freezerburn de Melissa Balin : Alan Merkel
- 2009 : Super Kids (Opposite Day) de R. Michael Givens : Jack Benson

### Télévision
- 1967 : (Court métrage) The Secret Dream Models of Oliver Nibble de Gus Tarbell : Oliver Nibble (as John Acerno)
- 1971 : Confessions of a Top Crime Buster : Sgt. Nelson Higgenbottom
- 1972 : The Crooked Hearts de Jay Sandrich : Edward
- 1974 : Young Love de Norman Tokar : Père d'April
- 1974 : Ernie, Madge and Artie de Bernard Slade :
- 1975 : Grandpa Max de John Rich : Mr Unger
- 1975 : Ladies of the Corridor de Robert Stevens : Mr Humphries
- 1976 : Ace de Gary Nelson : Mr Mason[4].
- 1976 : Charo and the Sergeant de John Rich : Chaplain
- 1976 : The Love Boat de Richard Kinon et Alan Myerson : Dr O'Neil
- 1978 : With This Ring (en) de James Sheldon : Alvin Andrews
- 1979 : Diary of a Teenage Hitchhiker de Ted Post : Herb Thurston
- 1982 : High Powder de Mike Rhodes : Tom Reed
- 1984 : The Hoboken Chicken Emergency de Peter Baldwin : Mayor
- 1985 : The Midnight Hour (en) de Jack Bender : Martin Grenville
- 1986 : Picnic de Marshall W. Mason : Howard Bevans
- 1986 : Combat High de Neal Israel : Principal
- 1987 : Réunion de famille de Huit, ça suffit ! (Eight Is Enough: A Family Reunion) de Harry Harris (en) : Tom Bradford
- 1987 : A Mouse, a Mystery and Me de Randy Bradshaw : Le Père Noël
- 1988 : 14 Going on 30 de Paul Schneider :
- 1989 : Mariage de Huit, ça suffit ! (An Eight Is Enough Wedding) de Stan Lathan : Tom Bradford
- 1989 : Jake Spanner, Private Eye de Lee H. Katzin : The Commodore
- 1993 : The Odd Couple: Together Again de Robert Klane : Roy
- 2002 : Another Pretty Face de Ray Vega : Levi Downs
- 2002 : The Santa Trap de John Shepphird : le Père Noël
- 2008 : (Court métrage) The Christmas Conspiracy de Jennifer Clary : Narrateur

### Séries télévisées
- 1949-1956 : Mama : Nels (8 épisodes)
- 1958 : Mike Hammer (Mickey Spillane's Mike Hammer) : Paul Sterovsky
- 1958 : The Silent Service :
- 1959 : Rawhide : Matt Reston
- 1960 : The DuPont Show of the Month : Dr Michaelson
- 1961-1962 : Young Doctor Malone : Larry Renfrew
- 1961 : Naked City : Carhop
- 1970 : Jinny de mes rêves ("I Dream of Jeannie") : Market Clerk
- 1970 : The Governor & J.J. (en) : Bertrum Bannister
- 1970 : That Girl : Mr Morse
- 1970 : Arnie : Walter Granscog
- 1971 : Great Performances : Raymond
- 1971-1972 : Coup double (The Partners) : Sgt. Nelson Higgenbottom (19 épisodes)
- 1971-1972 : Doris comédie : Père d'April (2 épisodes)
- 1971-1973 : Love, American Style :
- 1972 : Sanford and Son : Hamlin
- 1972 : The Don Rickles Show : David
- 1972 : Hec Ramsey : Earl Enright
- 1972 : Banyon : Earl Gifford
- 1972-1973 : The Paul Lynde Show : Dr Willis, Wollner
- 1972-1974 : The New Dick Van Dyke Show : Max Mathias (10 épisodes)
- 1972-1975 : Médecins d'aujourd'hui (Medical Center) : Homme à l'Hotel, Dr Feldman, Dr Whittaker
- 1972-1976 : Emergency! : Morris Meers, Carter Merkle
- 1972-1976 : Les Rues de San Francisco (The Streets of San Francisco) : Thurman Barber, John Collins
- 1973 : McMillan : Henry
- 1973 : The Brian Keith Show : Jerry Mason
- 1973 : Cannon : George Abel
- 1973 : Thicker than Water : John
- 1973 : Adam's Rib : Commissaire Hoyt
- 1973 : Wait Till Your Father Gets Home : Voix de Dick Van Patton
- 1973-1975 : The Rookies : Mr Fullmer, Waldon
- 1973-1983 : Insight : Jerry, Frank, Joey
- 1974 : Banacek : Donald Morgan
- 1974 : S.O.S. hélico (Chopper One) : Officier Gil Foley
- 1974 : The Girl with Something Extra : Morgan
- 1974 : Sierra : Ed
- 1974 : Dossiers brûlants (Kolchak: The Night Stalke) : Alfred Brindle
- 1974 : Auto-patrouille (Adam-12) : Harry Curtis
- 1974-1976 : Barnaby Jones : Melvin Pearson (3 épisodes)
- 1975 : Hot l Baltimore : A.J. Horn
- 1975 : When Things Were Rotten : Friar Tuck (13 épisodes)
- 1975-1976 : L'Homme qui valait trois milliards : Harry Green, Palmer
- 1976 : Ellery Queen, à plume et à sang (Ellery Queen) : Billy Geeter
- 1976 : Phyllis : Walter
- 1976 : Maude : Gordon Coleman
- 1976 : Wonder Woman : Jack Wood
- 1976 : What's Happening!! : Mr Claxton
- 1976 : The Tony Randall Show : Myron C. Dobbs
- 1976-1977 : Happy Days : Hunsberger, Marvin Conners
- 1977 : Gibbsville : Patrick Malloy
- 1977 : C.P.O. Sharkey : Psychiatre
- 1977 : Au fil des jours (One Day at a Time) : Frank
- 1977-1981 : Huit, ça suffit ! (Eight Is Enough) : Tom Bradford
- 1978-1984 : La croisière s'amuse (The Love Boat) : John Whitcomb, Charlie Dillinger, Howard Ethan, The Great Stellini, George Hayes
- 1983 : Jackie et Sara (Too Close for Comfort) : Arthur
- 1983-1985 : Hôtel : Herbert Pitts, Frasier Pratt
- 1984 : Masquerade : Sleeper
- 1984 : Finder of Lost Loves (en) : Alan Nettles
- 1984 : Mike Hammer (Mickey Spillane's Mike Hammer) : Juge Charles R. Bamer
- 1985 : Harry Fox, le vieux renard (Crazy Like a Fox) :
- 1986 : Arabesque (Murder, She Wrote) : District Atty. Fred Whittaker
- 1987 : War of the Stars :
- 1987 : Drôle de vie (The Facts of Life) : Frank Stickle
- 1987 : Rags to Riches : Phil Johnson
- 1989 : Quoi de neuf docteur ? (Growing Pains) : Nick Simpson
- 1990 : McGee and Me! : Graham
- 1990-1991 : WIOU : Floyd Graham (14 épisodes)
- 1993 : The Golden Palace : Taylor
- 1993 : Diagnostic : Meurtre (Diagnosis Murder) : Monty Emerson
- 1994 : L'Homme à la Rolls (Burke's Law) :
- 1994 : Alerte à Malibu (Baywatch) : Henry
- 1994 : Loïs et Clark (Lois & Clark: The New Adventures of Superman) : Orphanage Worker
- 1995-1998 : Les Anges du bonheur (Touched by an Angel) : Jerry, Eb
- 1996 : Maybe This Time : Jack
- 1996 : Incorrigible Cory (Boy Meets World) : Fermier Amish
- 1997 : The Weird Al Show : The Burglar
- 1998 : La Croisière s'amuse : nouvelle vague (The Love Boat: The Next Wave) : Sid Glacken
- 1999 : Les Griffin (Family Guy) : Tom Bradford (Voix)
- 2004 : Sept à la maison (7th Heaven) : James Rodgers, Sr.
- 2005 : Arrested Development : Cal Cullen (2 épisodes)
- 2008 : The Sarah Silverman Program : Dr Eddie Hackmeyer
- 2011 : Hot in Cleveland : Lester